# Tenedos grandis
Tenedos grandis är en spindelart som beskrevs av Rudy Jocqué och Léon Baert 2002. Tenedos grandis ingår i släktet Tenedos och familjen Zodariidae. Inga underarter finns listade i Catalogue of Life.